# Іщенко Олександр Анатолійович
Олекса́ндр Анато́лійович І́щенко — мічман Збройних сил України, учасник російсько-української війни.

## Нагороди
За особисту мужність і високий професіоналізм, виявлені у захисті державного суверенітету та територіальної цілісності України, вірність військовій присязі, відзначений — нагороджений
- орденом Богдана Хмельницького III ступеня (3.7.2015)